# Мајнила (ТВ серија)
Мајнила (енгл./фил./таг. Maynila), дословно Манила (Manila), филипинска је драмска антологија која се од 23. новембра 1998. године емитује на филипинској мрежи GMA.
Првобитно се емитовала од понедељка до петка односно пет епизода седмично, а данас је суботња и недељна драмска антологија инспиративних прича људи који имају љубавне проблеме и изазове који утичу на живот сваког Манилца. Водитељ односно презентер (енгл. host) програма је бивши градоначелник Маниле, секретар DENR и тренутни носилац листе BUHAY Лито Атијенса. Када се емитовала радним данима, термин је био поподневни; потом је промењен на суботу односно јутарњи термин. Након избора 2010, Атијенса се вратио у Мајнилу и наставио да игра камео улоге уместо улоге презентера.
Серија се у тренутном формату емитује од 2009. године до данас, суботом у 9.40 часова по локалном времену, поред чега се емитују и старе епизоде у целом свету преко канала мреже GMA односно GMA лајф ТВ-а.

## Преглед
Главни циљ програма намењеног првенствено млађој публици је да забави гледаоца и пренесе поруке о моралним вредностима. Погодан је за младе и незреле особе, а сама радња се врти око проблема са којима се сусрећу омладинци, око живота једне филипинске породице и система вредности који гледалац треба да препозна.
Серија се првобитно емитовала од понедељка до петка (5 епизода седмично), а данас је постала драмска антологија која се емитује викендом и доноси инспиративне приче људи који наилазе на љубавне проблеме и друге изазове са којима се сусрео готово сваки ’Манилењо’.

## Презентер
- Лито Атијенса, бивши секретар DENR, градоначелник Маниле и тренутни носилац листе BUHAY
- Али Атијенса (привремени презентер док му је отац био кандидат у утрци за градоначелника Маниле године 2010, односно један од кандидата партијске листе BUHAY године 2013)

## Награде
- Н: Најбоља драмска антологија — PMPC стар награде за ТВ (1999—2016)
- Н: Најбоља драмска серија — Награде католичких мас-медија (1999—2016)
- О: Награда ТВ печат Анак (2006)
- О: Цертификат признања — Први Stars Night Out групе Artist Handlers (2012)
- О: Најбоља мушка ТВ личност за Мајнила: Вера у љубави Руруа Мадрида — PMPC стар награде за ТВ (2013)